# (6133) Royaldutchastro
(6133) Royaldutchastro es un asteroide perteneciente al cinturón de asteroides, región del sistema solar que se encuentra entre las órbitas de Marte y Júpiter, descubierto el 14 de septiembre de 1990 por Henry E. Holt desde el Observatorio del Monte Palomar, Estados Unidos.

## Designación y nombre
Designado provisionalmente como 1990 RC3. Fue nombrado Royaldutchastro en homenaje a la Koniklijke Nederlandse Vereniging voor Weeren Sterrenkunde (KNVWS, Real Asociación Holandesa de Meteorología y Astronomía), establecida en 1901, es una federación de más de cincuenta organizaciones de aficionados y observatorios públicos.

## Características orbitales
Royaldutchastro está situado a una distancia media del Sol de 2,474 ua, pudiendo alejarse hasta 2,913 ua y acercarse hasta 2,035 ua. Su excentricidad es 0,177 y la inclinación orbital 2,593 grados. Emplea 1421,87 días en completar una órbita alrededor del Sol.

## Características físicas
La magnitud absoluta de Royaldutchastro es 14,1. Tiene 9,532 km de diámetro y su albedo se estima en 0,049. 